# Vít Krejčí
Vít Krejčí (* 19. Juni 2000 in Strakonice) ist ein tschechischer Basketballspieler.

## Werdegang
Zur Saison 2014/15 wechselte der Tscheche von Sokol Sršni Písek in die Nachwuchsabteilung des spanischen Erstligisten CAI Saragossa. Im Herrenbereich wurde Krejčí erst in Saragossas Nachwuchsfördermannschaft in der Liga EBA eingesetzt, seinen Einstand in der höchsten spanischen Spielklasse, Liga ACB, gab er während der Saison 2016/17. Nachdem er in der ACB-Spielzeit 2019/20 im Schnitt 3,7 Punkte und 1,2 Rebounds je Begegnung erzielt hatte, wurde Krejčí beim NBA-Draftverfahren im November 2020 an 37. Stelle von den Washington Wizards ausgewählt, die die Rechte jedoch gleich an die Mannschaft Oklahoma City Thunder weiterreichten. Er blieb aber vorerst in Spanien in Saragossa. Im September 2020 hatte er sich eine schwere Knieverletzung zugezogen.
2021 ging er nach Oklahoma City, bestritt im Spieljahr 2021/22 30 NBA-Spiele für die Mannschaft und kam zusätzlich bei Oklahoma City Blue in 14 Begegnungen der NBA G-League zum Einsatz. Ende September 2022 wurde Krejčí an die Atlanta Hawks abgegeben. Das Vertragsverhältnis wurde im August 2023 aufgehoben. Er bestritt ein Spiel für die Iowa Wolves in der NBA G-League, im Dezember 2023 holte Atlanta Krejčí zurück.

### Nationalmannschaft
Krejčí gehörte im Vorfeld der Weltmeisterschaft 2019 zum erweiterten Aufgebot der tschechischen Nationalmannschaft, wurde aber vor dem Turnier gestrichen.

## Karriere-Statistiken

### NBA

#### Hauptrunde
| Saison  | Team          | GP | GS | MPG  | FG % | 3P % | FT % | RPG | APG | SPG | BPG | PPG |
| ------- | ------------- | -- | -- | ---- | ---- | ---- | ---- | --- | --- | --- | --- | --- |
| 2021–22 | Oklahoma City | 30 | 8  | 23.0 | .407 | .327 | .864 | 3.4 | 1.9 | 0.6 | 0.3 | 6.2 |
| 2022–23 | Atlanta       | 29 | 0  | 5.7  | .405 | .238 | .500 | 0.9 | 0.6 | 0.2 | 0.0 | 1.2 |
| 2023–24 | Atlanta       | 22 | 14 | 24.6 | .490 | .412 | .833 | 2.4 | 2.3 | 0.6 | 0.3 | 6.1 |
| Gesamt  | Gesamt        | 81 | 22 | 17.2 | .435 | .348 | .833 | 2.2 | 1.5 | 0.5 | 0.2 | 4.4 |